# Zoonavena sylvatica
Zoonavena sylvatica là một loài chim trong họ Apodidae.